# Montoulieu, Ariège

Montoulieu este o comună în departamentul Ariège din sudul Franței. În 1 ianuarie 2022 avea o populație de 416 de locuitori.